# Enrico XIV di Reuss-Gera
Enrico XIV di Reuss-Gera (Coburgo, 28 maggio 1832 – Schleiz, 29 marzo 1913) fu principe di Reuss-Gera dal 1867 sino alla sua morte e principe reggente di Reuss-Greiz dal 1902 al 1908.

## Biografia
Enrico XIV era il figlio maggiore sopravvissuto del principe Enrico LXVII di Reuss-Gera e di sua moglie, la principessa Adelaide di Reuss-Eberdorf (1800-1880), figlia del principe Enrico LI, principe di Reuss-Ebersdorf (1761-1822) e della contessa Luise von Hoym.
Dopo il liceo, studiò storia e storia del diritto all'Università di Bonn, per poi intraprendere la carriera militare.
L'11 luglio 1867, alla morte del padre, gli succedette come III principe di Reuß-Gera, all'età di trentaquattro anni.
Come reggente di Reuss-Greiz, si procurò una fama ostile, in particolare per le contrapposizioni politiche che dividevano la sua famiglia da quella dei Reuss-Greiz.

## Matrimonio e figli
Enrico XIV sposò il 6 febbraio 1858, a Karlsruhe, la principessa Agnese di Württemberg (1835-1886), figlia del duca Eugenio di Württemberg e della principessa Elena di Hohenlohe-Langenburg. La coppia ebbe due figli:
- principe Enrico XXVII. (10 novembre 1858 a Gera - 21 novembre 1928 ivi); sposò la principessa Elisa di Hohenlohe-Langenburg
- principessa Elisabetta (1859-1951), sposò il 17 novembre 1887, a Gera, il principe Ermanno di Solms-Braunfels

Il 14 febbraio 1890 il principe Enrico XIV contrasse a Lipsia un matrimonio morganatico con Friederike Graetz (1851-1907), che venne nobilitata in seguito e dalla quale ebbe un figlio:
- Enrico, (1875-1954) che sposò Margarethe Grönwoldt (1893-1965)

## Ascendenza
|                                                 |                                                |                                                                  | Genitori                                                    |  |  | Nonni |  |  | Bisnonni                                  |  |  | Trisnonni                                 |  |
|                                                 |                                                |                                                                  |                                                             |  |  |       |  |  | 8. Heinrich XII, IV conte di Reuß-Schleiz |  |  | 16. Heinrich XI, II conte di Reuß-Schleiz |  |
|                                                 |                                                |                                                                  |                                                             |  |  |       |  |  | 8. Heinrich XII, IV conte di Reuß-Schleiz |  |  | 16. Heinrich XI, II conte di Reuß-Schleiz |  |
|                                                 |                                                | 17. contessa Augusta Dorothea zu Hohenlohe-Langenburg            |                                                             |  |  |       |  |  | 8. Heinrich XII, IV conte di Reuß-Schleiz |  |  |                                           |  |
| 4. Heinrich XLII, I principe di Reuß-Gera       |                                                |                                                                  |                                                             |  |  |       |  |  | 8. Heinrich XII, IV conte di Reuß-Schleiz |  |  |                                           |  |
|                                                 |                                                | 9. contessa Christine zu Erbach-Schönberg                        | 18. Georg August, I conte di Erbach-Schönberg               |  |  |       |  |  |                                           |  |  |                                           |  |
|                                                 |                                                | 9. contessa Christine zu Erbach-Schönberg                        | 18. Georg August, I conte di Erbach-Schönberg               |  |  |       |  |  |                                           |  |  |                                           |  |
|                                                 |                                                | 9. contessa Christine zu Erbach-Schönberg                        | 19. contessa Ferdinande Henriette zu Stolberg-Gedern        |  |  |       |  |  |                                           |  |  |                                           |  |
| 2. Heinrich LXVII, II principe di Reuß-Gera     |                                                | 9. contessa Christine zu Erbach-Schönberg                        |                                                             |  |  |       |  |  |                                           |  |  |                                           |  |
|                                                 |                                                | 10. Christian Friedrich Karl, II principe di Hohenlohe-Kirchberg | 20. Karl August, I principe di Hohenlohe-Kirchberg          |  |  |       |  |  |                                           |  |  |                                           |  |
|                                                 |                                                | 10. Christian Friedrich Karl, II principe di Hohenlohe-Kirchberg | 20. Karl August, I principe di Hohenlohe-Kirchberg          |  |  |       |  |  |                                           |  |  |                                           |  |
|                                                 |                                                | 10. Christian Friedrich Karl, II principe di Hohenlohe-Kirchberg | 21. contessa Charlotta Amalia von Wolfstein                 |  |  |       |  |  |                                           |  |  |                                           |  |
| 5. principessa Karoline von Hohenlohe-Kirchberg |                                                | 10. Christian Friedrich Karl, II principe di Hohenlohe-Kirchberg |                                                             |  |  |       |  |  |                                           |  |  |                                           |  |
|                                                 |                                                | 11. principessa Luise Charlotte zu Hohenlohe-Langenburg          | 22. Ludwig, I principe di Hohenlohe-Langenburg              |  |  |       |  |  |                                           |  |  |                                           |  |
|                                                 |                                                | 11. principessa Luise Charlotte zu Hohenlohe-Langenburg          | 22. Ludwig, I principe di Hohenlohe-Langenburg              |  |  |       |  |  |                                           |  |  |                                           |  |
|                                                 |                                                | 11. principessa Luise Charlotte zu Hohenlohe-Langenburg          | 23. contessa Eleonore von Nassau-Saarbrücken                |  |  |       |  |  |                                           |  |  |                                           |  |
| 1. Heinrich XIV, III principe di Reuß-Gera      |                                                | 11. principessa Luise Charlotte zu Hohenlohe-Langenburg          |                                                             |  |  |       |  |  |                                           |  |  |                                           |  |
|                                                 | 12. Heinrich XXIV, III conte di Reuß-Ebersdorf | 24. Heinrich XXIX, II conte di Reuß-Ebersdorf                    |                                                             |  |  |       |  |  |                                           |  |  |                                           |  |
|                                                 | 12. Heinrich XXIV, III conte di Reuß-Ebersdorf | 24. Heinrich XXIX, II conte di Reuß-Ebersdorf                    |                                                             |  |  |       |  |  |                                           |  |  |                                           |  |
|                                                 | 12. Heinrich XXIV, III conte di Reuß-Ebersdorf | 25. contessa Sofie Theodora zu Castell-Remlingen                 |                                                             |  |  |       |  |  |                                           |  |  |                                           |  |
| 6. Heinrich LI, I principe di Reuß-Ebersdorf    | 12. Heinrich XXIV, III conte di Reuß-Ebersdorf |                                                                  |                                                             |  |  |       |  |  |                                           |  |  |                                           |  |
|                                                 |                                                | 13. contessa Karoline Ernestine zu Erbach-Schönberg              | 26. Georg August, I conte di Erbach-Schönberg (= 18)        |  |  |       |  |  |                                           |  |  |                                           |  |
|                                                 |                                                | 13. contessa Karoline Ernestine zu Erbach-Schönberg              | 26. Georg August, I conte di Erbach-Schönberg (= 18)        |  |  |       |  |  |                                           |  |  |                                           |  |
|                                                 |                                                | 13. contessa Karoline Ernestine zu Erbach-Schönberg              | 27. contessa Ferdinande Henriette zu Stolberg-Gedern (= 19) |  |  |       |  |  |                                           |  |  |                                           |  |
| 3. principessa Adelheid Reuß-Ebersdorf          |                                                | 13. contessa Karoline Ernestine zu Erbach-Schönberg              |                                                             |  |  |       |  |  |                                           |  |  |                                           |  |
|                                                 |                                                | 14. Gotthelf Adolf, II conte di Hoym                             | 28. Ludwig Gebhard II, I conte di Hoym                      |  |  |       |  |  |                                           |  |  |                                           |  |
|                                                 |                                                | 14. Gotthelf Adolf, II conte di Hoym                             | 28. Ludwig Gebhard II, I conte di Hoym                      |  |  |       |  |  |                                           |  |  |                                           |  |
|                                                 |                                                | 14. Gotthelf Adolf, II conte di Hoym                             | 29. contessa Luise von Werthern                             |  |  |       |  |  |                                           |  |  |                                           |  |
| 7. contessa Luise von Hoym                      |                                                | 14. Gotthelf Adolf, II conte di Hoym                             |                                                             |  |  |       |  |  |                                           |  |  |                                           |  |
|                                                 |                                                | 15. contessa Sophie Auguste zu Stolberg-Roßla                    | 30. Friedrich Botho, II conte di Stolberg-Roßla             |  |  |       |  |  |                                           |  |  |                                           |  |
|                                                 |                                                | 15. contessa Sophie Auguste zu Stolberg-Roßla                    | 30. Friedrich Botho, II conte di Stolberg-Roßla             |  |  |       |  |  |                                           |  |  |                                           |  |
|                                                 |                                                | 15. contessa Sophie Auguste zu Stolberg-Roßla                    | 31. contessa Henriette zu Reuß-Gera                         |  |  |       |  |  |                                           |  |  |                                           |  |
|                                                 |                                                | 15. contessa Sophie Auguste zu Stolberg-Roßla                    |                                                             |  |  |       |  |  |                                           |  |  |                                           |  |